# Nadya Sewradj
Nadya Sewradj (1984) is een Nederlands presentatrice. Sinds 2021 presenteert ze Hart van Nederland op SBS6.

## Levensloop
In 2006 begon Nadya Sewradj haar carrière op het radiostation FunX als verslaggever en presentator. Na vier jaar maakte ze de overstap naar RTV Utrecht. Dit combineerde ze met haar werk op de radio bij Radio Rijnmond en Radio Veronica en ook was ze nieuwslezeres bij ANP.
In 2020 was Sewradj een korte periode presentatrice bij de regioblokken van het NOS Journaal. Datzelfde jaar werd bekend dat Sewradj samen met Mart Grol en Wolter Klok vanaf 2021 presentatrice werd van de ochtendeditie van Hart van Nederland. Ook is Sewradj sindsdien geregeld te zien in de avondeditie van Hart van Nederland als invalster.